# Block (Sport)
Ein Block ist eine Aktion in verschiedenen Mannschaftssportarten, die den Gegner am erfolgreichen Abschluss einer Spielhandlung hindern soll.

## Basketball
Im Basketball werden zwei Blockarten unterschieden. Vom Block in der Verteidigung (auch Shotblock genannt) spricht man, wenn ein Verteidiger einen Korbwurf der angreifenden Mannschaft unterbindet, indem er den geworfenen Ball mit seinen Händen in der Luft blockiert oder wegschlägt. Dies ist allerdings nur erlaubt, solange der Ball noch eine aufsteigende Flugbahn aufweist.
Beim Block im Angriff (auch screen oder pick genannt) wird der ballführende Spieler von seinem direkten Gegenspieler getrennt, indem sich ein weiterer Spieler des angreifenden Teams in den Verteidigungsweg stellt und den Verteidiger dadurch wegblockt, so dass der ballführende Spieler vorbeiziehen kann. Diese Art des Blocks ist Teil des im Basketball oft eingesetzten Spielzugs Pick and roll.

## Volleyball

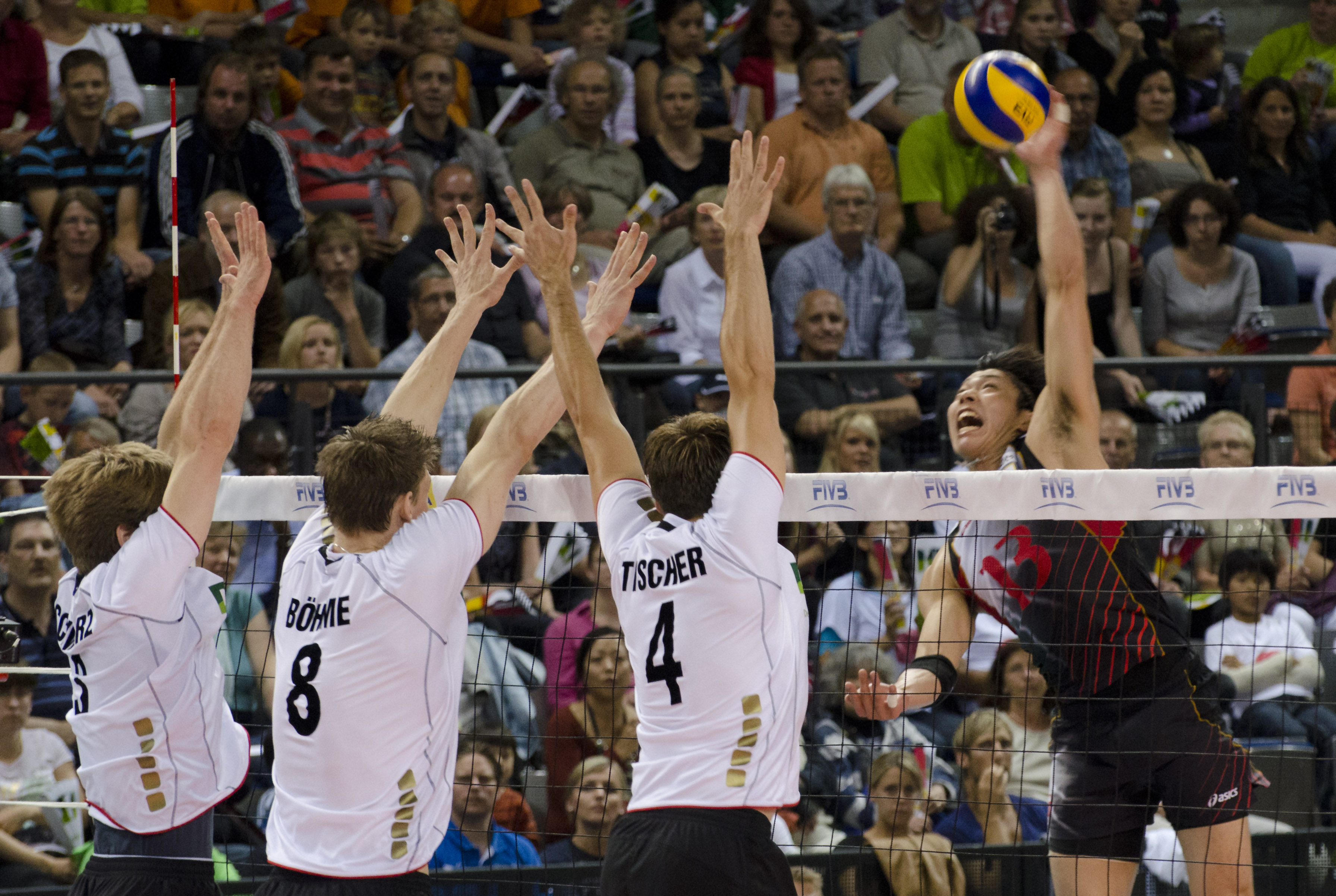
Verteidigung mit Dreierblock.

Beim Volleyball spricht man von einem Block, wenn Spieler der verteidigenden Mannschaft den herannahenden Ball über der Netzkante berühren. Dabei darf das Netz, wie bei jeder Aktion am Netz sonst grundsätzlich auch, nicht berührt werden. Nach der Anzahl der beteiligten Spieler unterscheidet man Einer- oder Einzel-, Zweier- oder Doppel- und Dreierblock, wobei die beiden Letzteren Gruppenblock genannt werden. 
Eine, auch mehrfache, auch durch mehrere Spieler erfolgte Berührung im Zuge einer Blockaktion zählt nicht als Berührung, das heißt, dass die verteidigende Mannschaft danach noch die üblichen drei Berührungen zur Verfügung hat. Die nächste Berührung nach einem Block darf auch durch einen Spieler erfolgen, der im Rahmen der Blockaktion unmittelbar zuvor den Ball berührte.
Nur Vorderspielern, also Spielern auf den Positionen 2, 3 und 4, ist es erlaubt einen Block auszuführen. Der Spieler auf der Position 3 wird in der Regel Mittelblocker genannt, ist meist groß gewachsen und sprungstark, was ihm Vorteile im Blockspiel verschafft.
Berührt der Ball keinen der Blockspieler spricht man von einem Blockversuch. Der Libero darf sich weder an einem Blockversuch noch an einem ausgeführten Block beteiligen.
Geblockt werden darf nur nach einem Angriffsschlag, das heißt, wenn die Flugbahn des Balls in Richtung der Feldhälfte der verteidigenden Mannschaft gerichtet ist. Das heißt insbesondere, dass ein Zuspiel nicht geblockt werden darf, und der Ball nicht vor oder gleichzeitig mit dem Angriffsschlag berührt werden darf. Ein Aufschlag darf ebenso nicht geblockt werden.
Ein Sichtblock ist kein eigentlicher Block, im Sinne einer Aktion der verteidigenden Mannschaft nahe dem Netz, sondern der unerlaubte Versuch, dem Gegner die Sicht auf den eigenen Aufschlagspieler und dessen Aufschlag zu nehmen. Dabei spricht man von einem individuellen Sichtblock, wenn ein oder mehrere Spieler während des eigenen Aufschlags die Arme schwenken, springen oder sich seitlich bewegen. Von einem Gruppen-Sichtblock spricht man, wenn mehrere Spieler eng beieinander stehen, um so der annehmenden Mannschaft die Sicht zu verdecken. „Eng beieinander“ heißt dabei nicht nur, wenn die Spieler auf einer Höhe stehen, sondern auch, wenn sie hintereinander und knapp gegeneinander versetzt Aufstellung nehmen.

## Beachvolleyball

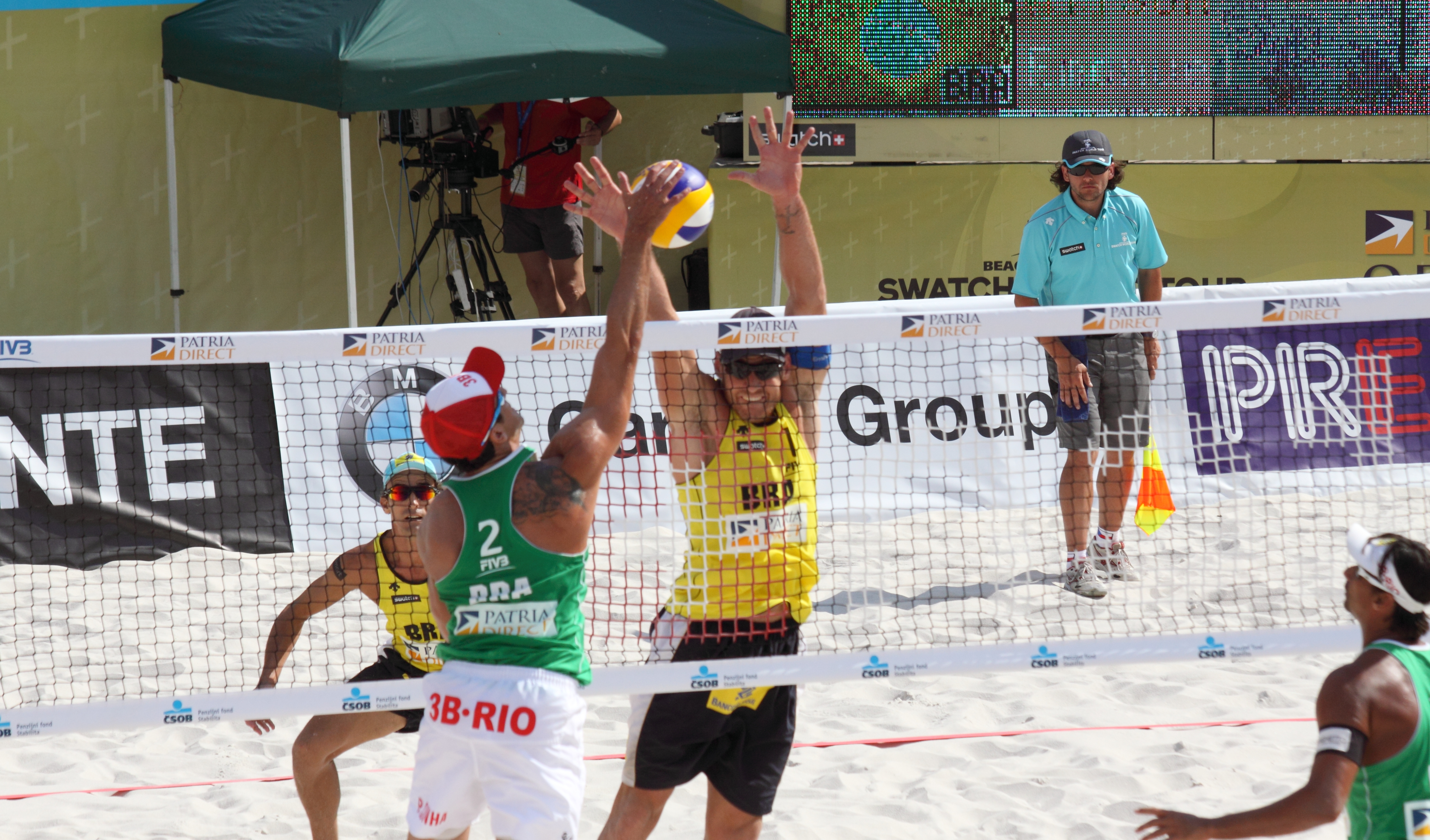
Einerblock.

Beim Beachvolleyball wird ein Block, oder Blockversuch, in der Regel nur von einem der beiden Spieler ausgeführt. Grundsätzlich ausgeführt werden darf er von beiden Spielern. Ein Unterschied zum Volleyball besteht darin, dass eine Berührung beim Block auch als Berührung zählt, dass also der verteidigenden Mannschaft nur mehr zwei Berührungen verbleiben.
Ein Sichtblock („Screening“) ist auch beim Beachvolleyball nicht gestattet, wird aber dort nicht automatisch als Fehler gewertet. Die Spieler der annehmenden Mannschaft können jedoch die Spieler der aufschlagenden Mannschaft auffordern die Sicht auf den Aufschlagspieler und seinen Aufschlag freizugeben. Diese müssen dann ihre Aufstellung in seitlicher Richtung verändern.

## Faustball
Beim Faustball wird der Block besonders häufig beim Spiel in der Halle als Abwehrtechnik eingesetzt, da dort das Zuspiel, im Gegensatz zum Spiel im Freien (Sportplatz), besonders präzise in die Nähe der feldbegrenzenden Leine gespielt werden kann. Oft ist der Auslauf neben dem Spielfeld durch die Wände eng begrenzt. Wenn der Zuspieler es schafft, den Ball beim Zuspiel genau über die Leine zu legen, kann der Schlagmann ihn durch einen Prellball vor die Füße der gegnerischen Angreifer gegen die Wand schlagen. Das einzige Gegenmittel gegen diese Angriffsbälle ist der Block. Hierbei versucht ein Spieler der verteidigenden Mannschaft, mit dem Arm oder der Faust den auf die Leine gelegten Ball gleichzeitig bzw. noch vor dem angreifenden Spieler zu erreichen und somit den Prellball zu verhindern.
Da der blockende Spieler in der Abwehrkette fehlt, wird der verbleibende Vierer-Abwehrriegel auseinandergezogen. Der blockende Schlagmann kann sich aber auch in letzter Sekunde entscheiden, in die Abwehr zurückzukehren, weil er sieht, dass der gegnerische Ball schlecht zugespielt war. Das bedeutet für seine vier Mannschaftskollegen, sich innerhalb von Sekunden in die alte Abwehrposition zu begeben. Dazu gehört ausgeprägtes Spielverständnis und gute Abstimmung innerhalb der Mannschaft.

## American Football
Beim American Football spricht man von einem Block, wenn ein Spieler den Weg eines Gegenspielers mit seinem Körper blockiert. Besondere Formen sind das Clipping (unterhalb der Gürtellinie) und der regelwidrige Chop Block durch zwei Spieler.

## Tischfußball
Beim Tischfußball spricht man von einem Block, wenn die Verteidigerfigur den direkten Geradeausschuss frontal verhindert.

## Kampfsport
In diversen Kampfsportarten spricht man von einem Block, wenn eine Aktion des Gegners durch eine Abwehrtechnik verhindert oder abgeschwächt wird. Hierbei unterscheidet man zwei verschiedene Arten des Blockens: passives und aktives Blocken. Beim passiven Block handelt es sich um das Versperren einer direkten Angriffslinie, wie es typischerweise bei der Doppeldeckung im Boxen beobachtet werden kann. Der aktive Block ist aggressiver, er impliziert das Umlenken gegnerischer Angriffe, indem das abwehrende Körperteil dem Angriff direkt entgegengeht. Ein Block kann sehr schmerzhaft für den Praktizierenden werden, vor allem wenn eine Beintechnik (Tritt) mit den Armen abgewehrt wird. Dabei kann es sogar zu Knochenbrüchen sowohl auf der abwehrenden als auch auf der angreifenden Seite kommen, wie z. B. gelegentlich im Muay Thai. In einigen chinesischen Stilen gibt es sehr ästhetische Formen des Blockens, besonders viel Wert auf aktive Abwehr wird im Karate und Taekwondo gelegt.

## Tischtennis
Im Tischtennis bezeichnet der Block eine Schlagtechnik auf einen Angriff (Topspin) des Gegners. Hierbei wird der Schläger nur leicht nach vorne geneigt (geschlossen) vor den herannahenden Ball gebracht. Der Spieler lässt ihn dann sofort nach dem Aufprall auf der eigenen Tischhälfte auf die gegnerische Tischhälfte lediglich zurückprallen. Der Block ist eine defensive Schlagtechnik. Der Vorteil liegt in der sehr frühen Annahme des ankommenden Balles, die den Gegner unter Zeitdruck setzen soll. Einer der Spieler, die das Blockspiel perfekt beherrschten, war Wilfried Lieck.
In den letzten Jahren wurde diese Schlagtechnik etwas modifiziert, indem der Spieler im Moment des Balltreffpunktes den Schläger etwas aufwärts bewegt und dabei etwas mehr schließt. Dadurch erhält der Ball etwas Vorwärtsdrall, was diesem Defensiv-Schlag etwas mehr Offensivcharakter verleiht. Diese Technik wird als Spin-Block bezeichnet.

## Korbball
Als eine ursprünglich dem Basketball entlehnte Sportart, kommen im Korbball ähnliche Block-Aktionen zum Einsatz.

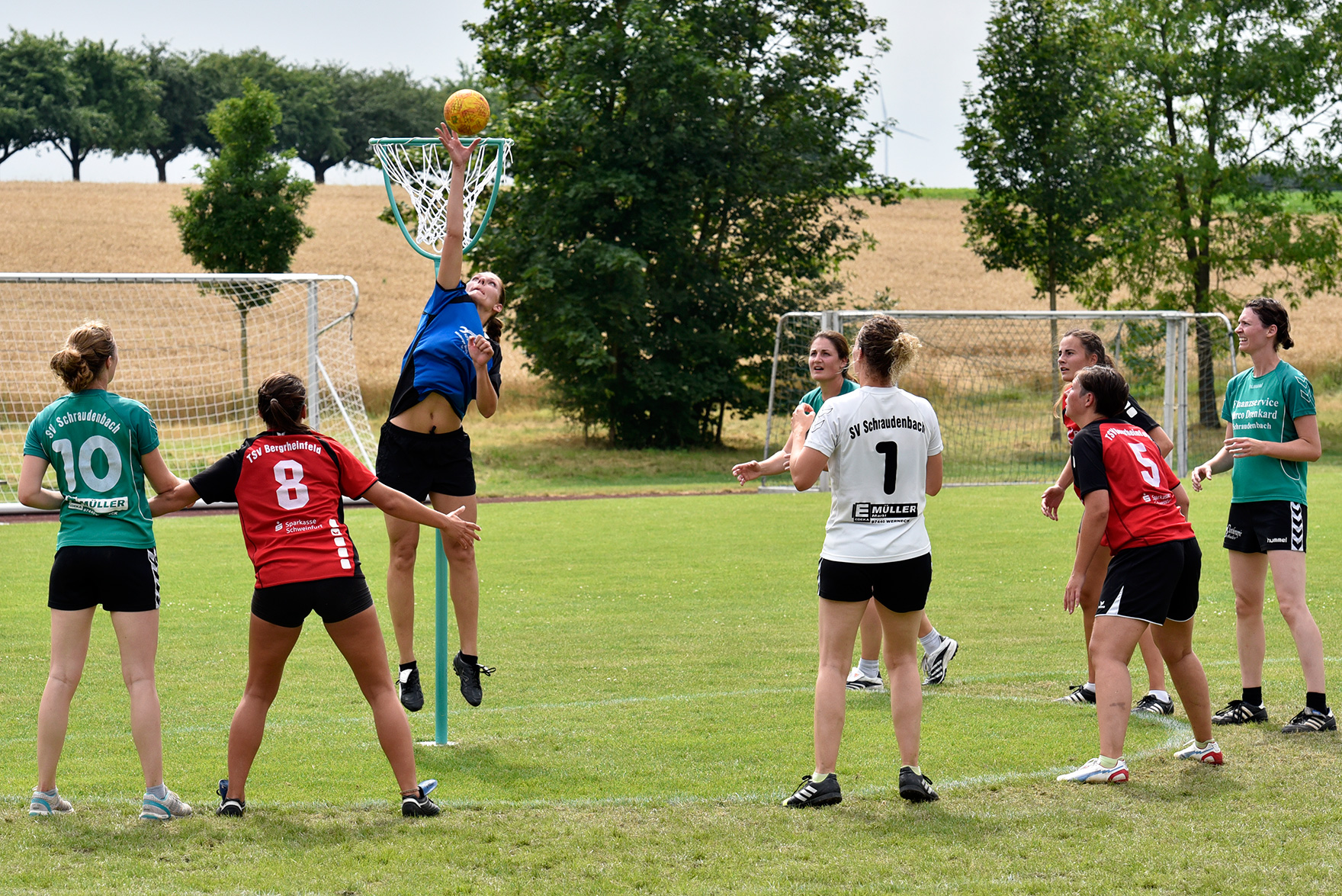
Eine Korbhüterin blockt einen Korbwurf unmittelbar am Korb – eine Goaltending-Regel wie im Basketball gibt es im Korbball nicht.

Auch im Korbball besteht für verteidigende Spielerinnen die Möglichkeit, einen geworfenen Ball mit den Händen wegzuschlagen beziehungsweise dessen Flugbahn so zu verändern, dass der Ball nicht mehr zum Korberfolg führt. Im Unterschied zum Basketball gibt es im Korbball allerdings keine Goaltending-Regel. Sofern sie über ausreichend Sprungkraft und Körpergröße verfügt, ist deshalb eine Korbhüterin, die als einzige Spielerin einen Bereich um den eigenen Korb (Korbkreis) betreten darf, bemüht, einen gegnerischen Ball unmittelbar vor dem Eintreten in den Korb abzufangen oder zu blocken.
Ähnlich dem Basketball wird auch die Taktik Laufwege von Verteidigerinnen durch eine angreifende Spielerin zu blockieren, um der ballführenden Mitspielerin einen ungehinderten Wurf zu ermöglichen, im Korbball angewandt. Diese Form des Blockens kommt allerdings eher selten zum Einsatz, da im Korbball die angreifende Mannschaft normalerweise in Überzahl am gegnerischen Korbkreis agiert und gegen die zumeist angewandte Raumdeckung den freien Zugang zum Korbkreis in erster Linie durch schnelles Passspiel herbeizuführen versucht.